# 朱安𣲶
河清莊憲王朱安𣲶（1481年—1546年），明朝周藩第三代河清王，河清昭和王朱同鐪的庶第二子。

## 生平
弘治四年（1491年）五月，獲賜名安𣲶。朱安𣲶初封鎮國將軍。弘治十五年（1502年），朱安𣲶之兄河清端穆王朱安沈去世，無子。正德六年（1511年）五月，朱安𣲶襲封河清王。
嘉靖二十五年（1546年）四月，朱安𣲶去世，享年六十六歲，諡莊憲。兩年後，嫡長子朱睦棱襲爵。

## 家庭

### 妻
- 張氏，初冊為鎮國將軍夫人，正德六年（1511年）五月冊為河清王妃[3]

### 子
- 嫡長子：河清榮僖王朱睦棱